# Calvillo
Calvillo és un municipi de l'estat d'Aguascalientes. Real de Asientos és el cap de municipi i principal centre de població d'aquesta municipalitat. Aquest municipi és a la part nord-oriental de l'estat d'Aguascalientes. Limita al nord amb els municipis de San Fransisco de los Romo i Zacatecas, al sud amb el municipi de Asientos, a l'est amb Aguascalientes, l'oest Zacatecas.